# Winston Mezú
Winston Mezú Viveros  (Bogotá, Colombia; 26 de noviembre de 1992) es un futbolista colombiano. Juega como delantero y actualmente milita en el Club Deportivo San Juan  de la Liga de ascenso de honduras

## Clubes
| Club                                  | País      | Año         |
| ------------------------------------- | --------- | ----------- |
| Miramar Misiones - Reserva            | Uruguay   | 2013        |
| Club Atlético Basáñez-Tercera         | Uruguay   | 2014-2015   |
| Club Atlético Ate-Torneo del Interior | Argentina | 2016-2017   |
| Unión Huaral                          | Perú      | 2018        |
| Santa Gema                            | Panamá    | 2019        |
| Platense                              | Honduras  | 2019        |
| CD Victoria                           | Honduras  | 2020        |
| Olimpia Occidental                    | Honduras  | 2022        |
| Club Deportivo San Juan               | Honduras  | 2023 - 2024 |

## Palmarés
| Club                        | País      | Año        |
| --------------------------- | --------- | ---------- |
| Campeón - Club Atlético Ate | Argentina | 2016 -2017 |